# 미키 블루 아이즈
《미키 블루 아이즈》(영어: Mickey Blue Eyes)는 1999년 제작된 켈리 메이킨 감독의 로맨틱 코미디 범죄 영화이다. 휴 그랜트 등이 출연하였고, 엘리자베스 헐리 등이 제작에 참여하였다.

## 줄거리
뉴욕에서 경매인로 일하는 잉글랜드인 마이클 펠게이트는 여자친구 지나 비탈리에게 청혼하지만 거절당한다. 아버지와 친척들이 모두 마피아 조직과 깊이 연루되어 있는 지나는 마이클이 그 세계에 휘말릴까 봐 걱정한다. 마이클은 그런 일은 없을 것이라고 장담하지만 약혼 파티가 끝나자마자 돈세탁 사기에 휘말리고 연방 수사국(FBI)의 관심을 받게 된다.
마이클의 경매장에서 돈세탁 사기가 잘못되자 지나의 사촌 조니가 마이클을 공격한다. 지나는 그의 총을 빼앗아 천장에 대고 경고 사격을 하는데 하필 튕겨 나온 총알에 맞아 조니가 사망한다.
이를 알게 된 조니의 아버지 비토는 지나의 아버지 프랭크에게 결혼식 연설 도중 마이클을 죽이지 않으면 지나를 죽이겠다고 협박한다. 마이클에게 정이 든 프랭크는 마이클에게 이 사실을 털어놓고, 둘은 보호를 요청하며 FBI에 협력한다. FBI는 결혼식 피로연에서 마이클의 죽음을 위장하는 정교한 작전을 세운다. 마이클은 ‘살해’되기 전에 비토에게서 범죄 행위를 자백받아 숨겨진 장비에 녹음하는 임무를 받는다.
그러나 마이클의 계획은 실패하고, 비토는 그의 죽음이 위장된 것임을 알아차리자 비니에게 마이클을 죽이라고 명령한다. 비니가 사고로 지나를 쏜 뒤 비토는 마이클 살해 지시 혐의로 체포된다. 프랭크와 마이클이 지나가 실린 구급차 안에서 지나의 죽음을 슬퍼하는 중에 지나의 죽음 역시 위장된 것이며 비니와 지나가 일이 틀어질 경우를 대비한 FBI의 예비 계획에 참여했다는 사실이 밝혀진다.

## 출연진
- 휴 그랜트 - 마이클 펠게이트 역
- 제임스 칸 - 프랭크 비탈리 역
- 진 트리플혼 - 지나 비탈리 역
- 버트 영
- 제임스 폭스
- 조 비터렐리
- 제리 베커
- 매디 코먼
- 토니 대로
- 폴 러자
- 빈센트 패스토어
- 프랭크 펠러그리노
- 스콧 톰프슨
- 존 벤티밀리아
- 토니 시리코
- 마거릿 더바인
- 비어트리스 윈디
- 아이다 터투로
- 조지프 R. 개너스콜리
- 마크 마골리스
- 로리 배글리

## 기타 제작진
- 협력 제작: 캐린 스미스
- 배역: 로라 로즌솔, 알리 패럴
- 미술: 그레고리 킨
- 세트: 앤드리아 펜턴, 수전 코프먼
- 의상: 엘런 미로지닉
- 분장 부문: 데이비드 필스, 트리시 하이니, 미셸 D. 존슨
- 제작 관리: 스티븐 바커, 찰스 멀베힐, 진저 슬레지
- 조감독: 데이비드 메이킨, 크리스토 모스, 리처드 패트릭, 마이클 샘슨, 마이클 스미스